# Lynn Anderson
Pour les articles homonymes, voir Anderson.
Lynn Rene Anderson (née le 26 septembre 1947 à Grand Forks, et morte le 30 juillet 2015 à Nashville, Tennessee) est une chanteuse américaine de musique country principalement connue pour son Grammy Award remporté grâce à son titre (I Never Promised You A) Rose Garden, un des plus grands succès de la musique country.

## Biographie
Elle est née à Grand Forks, Dakota du Nord et grandit à Fair Oaks, Californie. Elle est la fille des compositeurs country Casey et Liz Anderson.
Elle montre un intérêt pour le chant à partir de l'âge de 6 ans, mais se fait remarquer plutôt dans le domaine de l'équitation. Elle gagne un total de 700 trophées dont le "California Horse Show Queen" en 1966. Pendant sa jeunesse, elle se produit régulièrement sur un programme de télévision local, Country Caravan.
En 1965, elle travaille comme secrétaire dans la station de radio KROY à Sacramento. Quand All My Friends (Are Gonna Be Strangers), une des compositions de sa mère, interprétée par Merle Haggard devient un succès du Top 10, elle l'aidera à signer chez RCA Records.
Pendant que Lynn accompagne sa mère à Nashville, elle participe à un casting informel dans l'hôtel qui les héberge en compagnie des stars Merle Haggard et Freddie Hart. Parmi les personnes présentes, Slim Williamson, directeur de Chart Records, découvre les talents de la jeune chanteuse et l'invite à enregistrer sous son label en 1966.
Ainsi sort son premier single, For Better or for Worse, un duo avec Jerry Lane qui ne marquera pas les esprits. Elle enregistre ensuite le single Ride, Ride, Ride, qui lui se classera dans le Country Top 40.
Elle enchainera avec un autre succès If I Kiss You (Will You Go Away) l'année suivante. Le single se classera à la cinquième place du Billboard Country Chart. Sur cette lancée, sort Promises, Promises qui intègre également le Top5.
À partir de 1967, Lynn Anderson devient une intervenante régulière de l'émission The Lawrence Welk Show.
En 1968, Anderson se marie avec le compositeur et producteur Glenn Sutton, qui participera à ses projets et écrira de nombreux singles pour elle dans les années 1970. Anderson sortira son plus grand succès, le single That's a No No en 1969. Ce dernier sera classé deuxième du Billboard Country Chart. Peu après, elle quitte le label pour signer chez Columbia Records en 1970. Malgré tout, Chart Records continuera de sortir des singles de Lynn Anderson jusqu'en 1971, dont 5 titre entrant dans le Top 20 : He'd Still Love Me, I've Been Everywhere, Rocky Top, It Wasn't God Who Made Honky Tonk Angels, et I'm Alright. Après avoir signé chez Columbia Records en 1970, elle enregistre la chanson de Joe South (I Never Promised You A) Rose Garden qui, produite par Glenn Sutton, devient un grand succès pop des années 1970-1971. Le single atteint la première place du Billboard Country Chart et la troisième du Billboard Pop Chart. L'album, Rose Garden sortira en 1971, et connaitra un grand succès, récompensé d'une certification RIAA de disque d'or puis disque de platine. Anderson remporte le prix de Meilleure chanteuse de l'Academy of Country Music et de Chanteuse de l'année de la part de la Country Music Association en 1970 et 1971. De plus, elle est récompensée d'un Grammy Award.
Elle connaitra ensuite deux numéros 1 dans le Billboard Country Chart en 1971 avec You're My Man et How Can I Unlove You.
En 1972, Anderson a trois Top 5 dans les classements country dont une reprise du titre pop des années 1950 Cry, suivi par Listen to a Country Song et Fool Me , Ces chansons sont extraites de son album Listen to a Country Song.
En 1973, Anderson a quatre numéros 1 country avec entre autres Keep Me in Mind issu de l'album Top of the World.
Durant le milieu et la fin des années 1970, elle fera plusieurs apparitions à la télévision dans des talk-show et tiendra le rôle de Sue Ann Granger dans un épisode de Starsky et Hutch. Elle fera également plusieurs apparitions dans le The Tonight Show.
Le succès est de moins en moins présent à la fin des années 1970. Malgré tout, elle continue à apparaitre dans des classements country chaque année. En 1975, elle sort son album I've Never Loved Anyone More d'où sera extrait He Turns it into Love Again.
En 1980, elle enregistre son dernier album pour Columbia, Even Cowgirls Get the Blues, dont deux titres atteindrons le Top 30. Elle fera une pause de trois ans sans enregistrements.
Après cette coupure, elle re-signe chez Permian Records en 1983 et revient dans le Top 10 country avec You're Welcome to Tonight, un duo qu'elle enregistre avec Gary Morris.
Son album Back sera son premier de la décennie 1980. Elle quittera finalement Permian en 1984. En 1986, elle enregistre Fools for Each Other un duo avec Ed Bruce, inclus dans son album Night Things. Elle enregistrera également cette année-là un single chez MCA Records. En 1986, elle signe avec Mercury Records, qui lui produit l'album, What She Does Best.
En 1992, elle enregistre un nouvel album : Cowboy's Sweetheart, sorti chez Laselight Records.
Emmylou Harris et Marty Stuart l'accompagnent sur certains titres de cet album.
Elle n'enregistrera plus d'autres albums de la décennie, se concentrant sur les tournées et les concerts. En 1999, elle sera introduite au North American Country Music Association's International Hall of Fame.
En 2004, elle enregistre à nouveau un album, après 12 ans ; The Bluegrass Sessions, qui comme son nom l'indique reprend un genre bluegrass et où Anderson reprend des succès des années 1960 et 1970. L'album sera nommé aux Grammy awards dans la catégorie Meilleur album Bluegrass en 2005, aux côtés de l'album Brand New Strings de Ricky Skaggs et de Carrying on de Ralph Stanley II.
Elle succombe à un arrêt cardiaque le 30 juillet 2015 à l'hôpital Vanderbilt à Nashville (Tennessee). Elle avait 67 ans.

## Carrière sportive
En dehors de sa carrière musicale, Anderson a connu un succès dans le domaine de l'équitation dans les années 1960. En tant que cavalière, elle remporta 16 compétitions nationales, 8 mondiales et de nombreuses célèbres compétitions.
Continuant à élever des chevaux dans son ranch au Nouveau Mexique, ses plus récentes victoires dataient de 1999 au National Chevy Truck Cutting Horse Champion, au National Cutting Horse Association Champion, et en 2000 à l'American U.S. Open Invitational Champion.

## Récompenses
| Année | Récompense                                      | Catégorie                                                              |
| ----- | ----------------------------------------------- | ---------------------------------------------------------------------- |
| 1967  | Academy of Country Music Award                  | Meilleure chanteuse                                                    |
| 1970  | Academy of Country Music Award                  | Meilleure chanteuse                                                    |
| 1971  | Grammy Award                                    | Meilleure Performance féminine; "(I Never Promised You A) Rose Garden" |
| 1971  | Country Music Association Awards                | Chanteuse de l'année                                                   |
| 1974  | American Music Award                            | Chanteuse country favorite                                             |
| 1980  | Record World                                    | Artiste de la décennie 1970 – 1980                                     |
| 1980  | Billboard                                       | Artiste de la décennie 1970 – 1980                                     |
| 1999  | American Country Music Association Hall of Fame | Introduction                                                           |
| 2002  | CMT's 40 Greatest Women of Country Music        | N° 29                                                                  |
| 2007  | Academy of Western Artists                      | Meilleure chanson country                                              |
| 2007  | Academy of Western Artists                      | Meilleur album country; Cowgirl                                        |
| 2007  | Academy of Western Artists                      | Meilleure album country swing; Cowgirl                                 |
| 2007  | Academy of Western Artists                      | Meilleure chanteuse                                                    |

## Discographie

### Albums studio
- 1967 : Ride, Ride, Ride
- 1967 : Promises, Promises
- 1968 : Big Girls Don't Cry
- 1969 : With Love, from Lynn
- 1969 : At Home with Lynn
- 1969 : Songs that Made Country Girls Famous
- 1970 : Uptown Country Girls
- 1970 : Stay There 'Til I Get There
- 1970 : No Love at All
- 1970 : I'm Alright
- 1970 : Rose Garden
- 1971 : You're My Man
- 1971 : How Can I Unlove You
- 1971 : The Christmas Album
- 1972 : Cry
- 1972 : Listen to a Country Song
- 1973 : Keep Me in Mind
- 1973 : Top of the world
- 1974 : Smile for Me
- 1974 : What a Man My Man Is
- 1975 : I've Never Loved Anyone More
- 1976 : All the King's Horses
- 1977 : I Love What Love Is Doing to Me/He Ain't You
- 1977 : Wrap Your Love All Around Your Man
- 1978 : From the Inside
- 1979 : Outlaw Is just a State of Mind
- 1980 : Even Cowgirls Get the Blues
- 1982 : The Best of Lynn Anderson: Memories and Desires
- 1983 : Back
- 1988 : What She Does Best
- 1992 : Cowboy's Sweetheart
- 1998 : Latest and Greatest
- 1999 : Home for the Holidays
- 2005 : The Bluegrass Sessions
- 2006 : Cowgirl
- 2010 : Cowgirl II
- 2015 : Bridges

## Filmographie

### Télévision
- 1977 : Starsky et Hutch (Série TV) : Sue Ann Grainger
- 1979 : Skinflint: A Country Christmas Carol (Téléfilm) : Laura Pritchet
- 1990 : The Play on One (Téléfilm) : Betsy Hall

## Source
- Bufwack, Mary A. (1998). "Lynn Anderson". In The Encyclopedia of Country Music. Paul Kingsbury (editor); New York: Oxford University Press, page 14.